# García Hurtado de Mendoza y Manríquez
García Hurtado de Mendoza y Manríquez (Conca, Castella, 21 de juliol de 1535 - Madrid, Castella, 1609), quart Marquès de Cañete, va ser virrei del Perú (1589-1596) i governador de Xile a l'època de Felip II. Era fill d'Andrés Hurtado de Mendoza, un dels primers virreis del Perú.
Va viatjar a Amèrica amb el seu pare, quan va ser designat com a virrei. En aquell viatge també hi era Jerónimo de Alderete, designat pel rei Felip II per a substituir Pedro de Valdivia, com a governador de Xile. Jerónimo va morir en la travessia, i Andrés Hurtado de Mendoza, exercint el seu poder com a nou virrei, va nomenar al seu fill com a nou governador de Xile, tot i que només tenia 21 anys, veient que no s'arribava a cap acord amb els representants de Xile sobre qui hauria de ser el successor de Valdivia, si Francisco de Aguirre o Francisco de Villagra.
García va desembarcar a La Serena, el 23 d'abril de 1557, amb més de 500 homes, vuit vaixells i un renovat cabal, procedent de les arques del Perú. L'arribada d'un exèrcit tant voluminós (el més gran que havia arribat mai a aquelles terres), amb tots els homes vestits amb armadures i plumes, va fer que fossin anomenats els emplumados.
Francisco de Aguirre va rebre García de manera molt hospitalària, mentre que Francisco de Villagra estava a punt d'arribar a La Serena per terra. Un cop va arribar, García va ordenar empresonar als dos, per evitar conflictes entre els aspirants al seu lloc. La crònica de Mariño de Lobera explica com Aguirre, en el moment en què arriba Villagra, diu:
"Mire vuestra merced, señor general, que son las cosas del mundo: que ayer no cabíamos los dos en un reino tan grande, y hoy nos hace don García caber en una tabla"- ("Miri per on, senyor general, com són les coses del món: que ahir els dos no cabíem en un regne tan gran, i avui don García ens fa cabre en un post").
Un cop assentat a Concepción, García Hurtado de Mendoza va iniciar una política de bona voluntat cap als indígenes, que van acceptar els regals del governador, però no estaven disposats a cedir els seus territoris. Tot i això, García sabia que els regals eren sinònim de debilitat del poble Maputxe, cosa que va fer canviar la seva actitud cap a ells.
Després de dures batalles contra el poble Maputxe,va saber que el seu pare havia estat intercanviat pel rei, i va coincidir amb el nomenament de Francisco de Villagra com a nou governador de Xile. La por a les represàlies van fer que García abandonés Xile ràpidament i es dirigís a Santiago. Allà es va assabentar de la mort del successor del seu pare i, més endavant, de la del seu propi pare, fet que va provocar el seu retorn al Perú.
Al Perú va ser jutjat segons les lleis castellanes per totes les actuacions com a governador de Xile, però abans de conèixer la decisió de l'Audiència de Lima, va partir cap a Espanya, a explicar a Felip II i al Consell d'Índies les seves campanyes i el govern a Xile. El prestigi de la seva família i les recomanacions dels seus servents i generals fidels, van fer que s'oblidessin els càrrecs presentats contra ell.
El 1588 va retornar a Amèrica, però com a nou virrei del Perú. La seva principal actuació va ser el suport que va donar als espanyols de Xile, gràcies als seus coneixements sobre la zona, en el conflicte contra els indígenes. Va promoure l'expedició d'Álvaro Mendaña de Neira a les illes Salomó, en la que es van descobrir les illes Marqueses anomenades en honor seu. Quan va acabar el seu govern a Lima, va retornar a Espanya, on va morir el 1609.